# Ikrimah ibn Abi Jahl
Ikrimah ibn Amr ibn Hishām, né c. 598 et mort c. 636, est un compagnon du prophète de l'islam, Mahomet.

## Biographie
Fils de Amr ibn Hisham, ennemi de l'islam connu par son surnom Abu Jahl, Ikrimah est d'abord l'un des principaux opposants à Mahomet à La Mecque. Ami de Khalid ibn Al-Walid depuis son enfance, il avait tenté de dissuader ce dernier de se convertir à l'islam.[réf. nécessaire]
Durant la Bataille de Badr, c'est Ikrimah qui court vers son père lorsque ce dernier est attaqué par un combattant des Ansâr, Mu'adh ibn 'Amr, et frappe à l'épaule son assaillant. Il combat également lors de la bataille de Uhud, accompagné de son épouse Umm Hakim.[réf. nécessaire]
En 630, lors de la Conquête de la Mecque, Umm Hakim et la plupart des Koreishites se convertissent à l'islam. Par la suite, Umm Hakim convainc Ikrimah de faire de même.

### Conquêtes militaires
Après sa conversion, Ikrimah devient un important chef militaire du premier État musulman. Abou Bakr As-Siddiq l'envoie contre Musaylima al-kadhdhâb à Al-Yamâma durant les guerres de Ridda . [réf. nécessaire]
Ibn al-Mubarak rapporte d'après Ja'far Ibn Sulayman d'après Thabet Al-Banani (ar) qu'Ikrimah ibn Abi Jahl est descendu de sa monture pendant la bataille du Yarmouk pour aller combattre les Romains au corps à corps. Lorsque Khalid ibn al-Walid lui a demandé de ne pas le faire car sa mort serait préjudiciable aux musulmans, Ikrimah lui a répondu : « Laisse-moi, oh Khalid ! Tu as un [meilleur] passé avec le Messager d'Allah ﷺ, alors que moi et mon père étions parmi les plus durs avec le Messager d'Allah ». Ikrimah est donc tué en espérant voir son nom lavé par le Djihad et le Martyre. Ses oncles Salama ibn Hicham (ar) et Ayyash ibn Abi Rabi'a (ar) trouvent également la mort pendant la Conquête musulmane du Levant.